# Omphalodes mexicana
Omphalodes mexicana là loài thực vật có hoa trong họ Mồ hôi. Loài này được S. Watson mô tả khoa học đầu tiên năm 1890.